# Oh!昼もいちばん
Oh!昼もいちばん（おーひるもいちばん）は、熊本放送（RKKラジオ）で、2004年10月8日から2005年9月30日まで毎週金曜日の12:10 - 13:00に放送されていたラジオ番組。
RKKテレビで月曜〜金曜の夕方放送のローカルワイド番組「RKKワイド夕方いちばん」の姉妹番組であった。
番組終了後、後継番組として2007年10月から2010年3月まで、『キムカズ・美子の土曜もいちばん!』を毎週土曜日に放送していた。
放送時間は2007年10月-2008年3月が土曜18:20-18:40、2008年4月-2010年3月が土曜18:10-18:30。

## 番組タイトルの変遷
- キムカズ・浩子のOh!昼もいちばん（2004.10.8 - 2005.4.1）
- Oh!昼もいちばん（2005.4.8 - 2005.9.30）

## 担当したパーソナリティ
- 木村和也（RKKアナウンサー）（2004.10.8 - 2005.9.30）
- 江上浩子（RKKアナウンサー）（2004.10.8 - 2005.4.1[1]）
- 野溝美子（RKKアナウンサー）（2005.4.8 - 2005.9.30）